# 스핑고박테리아
스핑고박테리아는 스핑고박테리아문에 속하는 세균의 총칭이다. 카발리어-스미스에 의해 제안되었으며, 녹균류(Chlorobea)와 플라보박테리아(Flavobacteria)를 포함하고 있다. 이전에는 녹색유황세균문(Chlorobi), 의간균문(Bacteroidetes), 섬유균문(Fibrobacteres) 등으로 이루어진 세균 문(門)으로 정의했다.

## 하위 분류
- 의간균류-녹색유황세균류 분류군
  - 의간균문 (Bacteroidetes)
  - Balneolaeota
  - 녹색유황세균문 (Chlorobi)
  - Rhodothermaeota
- 섬유균문 (Fibrobacteres)
- 겜마티모나스균문 (Gemmatimonadetes)